# Mexikanische Washingtonpalme

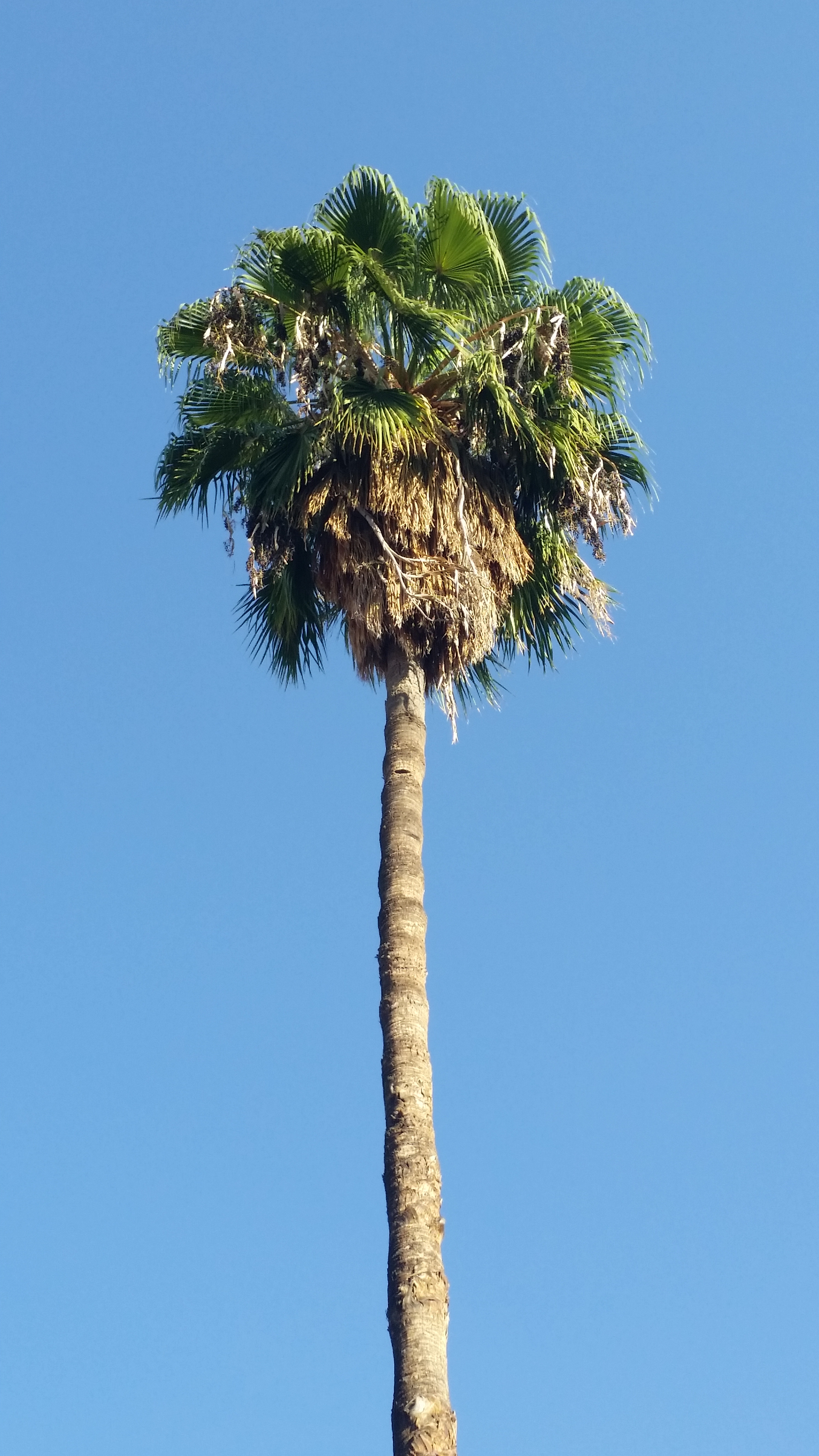
Mexikanische Washingtonpalme (Washingtonia robusta)

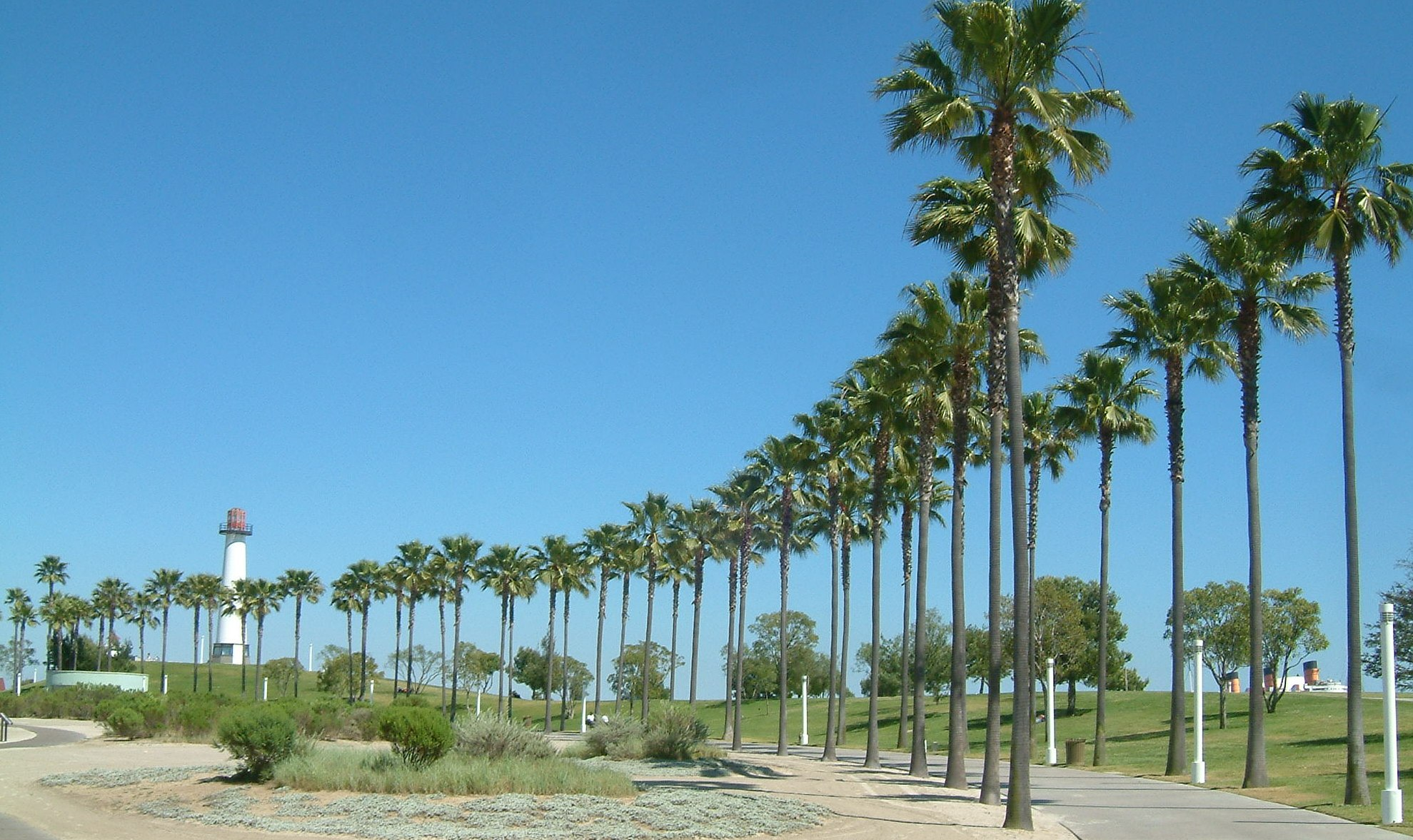
Allee in Long Beach (Kalifornien)

Die Mexikanische Washingtonpalme (Washingtonia robusta) ist eine in Mexiko heimische Palmenart.

## Merkmale
Der Stamm ist mit bis zu 27 m Höhe bei alten Exemplaren deutlich höher als bei der verwandten Washingtonia filifera, er ist auch schlanker. Die Blätter zeichnen sich durch weniger Fäden zwischen den Segmenten und an den Blattscheiden aus. Am Grund der Blätter befindet sich häufig ein rötlich-brauner Fleck, der bei W. filifera nie vorkommt. Der Blattstiel ist kürzer, besonders bei Jungpflanzen rötlich-braun, und trägt stets rötlich-braune Stacheln.
Die älteren Teile des Stammes sind grau, die jüngeren Bereiche sind von kastanienroten bis braunen Blattscheiden verdeckt. Diese Blattscheiden werden bei kultivierten Palmen meist entfernt. Die Blätter sind hell- bis dunkelgrün.

## Verbreitung und Standorte
Die Art ist in Mexiko endemisch: Sie kommt nur im südlichen Teil der Halbinsel Baja California und einem kleinen Gebiet des Bundesstaates Sonora vor. Sie wächst hier entlang von Bächen und arroyos sowie bei Quellen.

## Taxonomie
Die Mexikanische Washingtonpalme wurde 1883 von Hermann Wendland in Garten-Zeitung. Monatsschrift für Gärtner und Garten-Freunde Band 1, Seite 198 als Washingtonia robusta erstbeschrieben. Ein Synonym ist Washingtonia filifera var. robusta (H.Wendl.) Parish.

## Nutzung
Die Mexikanische Washingtonpalme zählt zu den elegantesten Landschaftselementen der Subtropen. Sie zeichnet sich durch ihren schmalen und sehr hohen Stamm aus. Sie ist die am häufigsten gepflanzte Palme in Süd-Kalifornien, Süd-Texas, Phoenix und Tucson. Sie ist kälteempfindlicher als ihre Schwesterart und nur in den USDA-Klimazonen 9b bis 11 winterhart. Sie benötigt volles Sonnenlicht.
In Kultur sind Hybriden mit Washingtonia filifera häufig, die die Kälteresistenz von Washingtonia filifera mit der Eleganz von Washingtonia robusta verbinden. Sie werden als Washingtonia × filibusta Hodel bezeichnet.